# کاخ فرشتگان
کاخ فرشتگان (پرتغالی: O Palácio dos Anjos) یک فیلم درام برزیلی-فرانسوی به کارگردانی والتر اوگو کوری است که در سال ۱۹۷۰ منتشر شد. از بازیگران آن می‌توان به ژنویو گراد، آلبرتو روشل و روسانا گسا اشاره کرد.
این فیلم در جشنواره فیلم کن ۱۹۷۰ یکی از فیلم‌هایی بود که برای به‌دست آوردن نخل طلا رقابت می‌کردند.